# Придорожное (Кабардино-Балкария)
Придоро́жное — село в Прохладненском районе Кабардино-Балкарской Республике. Входит в состав муниципального образования «Сельское поселение Красносельское».

## География
Селение расположено в северной части Прохладненского района. Находится в 7 км к северо-западу от районного центра Красносельское, 32 км к северу от районного центра Прохладный и в 88 км к северо-востоку от города Нальчик.
Граничит с землями населённых пунктов: Граничное на востоке, Красносельское на юго-востоке, Степное на юге, Прогресс на юго-западе, Курганный на северо-западе и Горнозаводское на севере.
Населённый пункт расположен на наклонной Кабардинской равнине, в равнинной зоне республики. Средние высоты на территории села составляют 240 метров над уровнем моря. Рельеф местности в основном представляет собой слабо-волнистые территории, без ярко выраженных колебаний относительных высот.
Гидрографическая сеть на территории села представлено в основном Правобережным каналом, проходящей к югу и к востоку от села. На севере протекает река Кура.
Климат влажный умеренный. Среднегодовая температура воздуха положительная и составляет около +10,5°С. Среднемесячная температура воздуха в июле достигает +23,0°С, в январе она составляет около -2,5°С. Среднегодовое количество осадков составляет около 500 мм. В конце лета возможны суховеи, дующие со стороны Прикаспийской низменности.

## История
Селение основано в 1962 году на базе 3-го отделения зерносовхоза «Прималкинский», в составе новообразованного Зерносовхозовского сельского Совета (ныне сельское поселение Красносельское).

## Население
| 2002 | 2010 | 2021 |
| ---- | ---- | ---- |
| 460  | ↘137 | ↗166 |

Национальный состав
По данным Всероссийской переписи населения 2010 года:
| Народ      | Численность, чел. | Доля от всего населения, % |
| ---------- | ----------------- | -------------------------- |
| русские    | 70                | 51,1 %                     |
| балкарцы   | 38                | 27,7 %                     |
| кабардинцы | 14                | 10,2 %                     |
| другие     | 15                | 11,0 %                     |
| всего      | 137               | 100 %                      |

По данным Всероссийской переписи населения 2021 года:
| Народ      | Численность, чел. | Доля от всего населения, % |
| ---------- | ----------------- | -------------------------- |
| русские    | 70                | 42,17 %                    |
| балкарцы   | 57                | 34,34 %                    |
| кабардинцы | 14                | 8,43 %                     |
| турки      | 10                | 6,02 %                     |
| другие     | 15                | 9,04 %                     |
| всего      | 166               | 100,0 %                    |

Половозрастной состав
По данным Всероссийской переписи населения 2010 года:
| Возраст     | Мужчины, чел. | Женщины, чел. | Общая численность, чел. | Доля от всего населения, % |
| ----------- | ------------- | ------------- | ----------------------- | -------------------------- |
| 0 — 14 лет  | 15            | 11            | 26                      | 19,0 %                     |
| 15 — 59 лет | 36            | 52            | 88                      | 64,2 %                     |
| от 60 лет   | 11            | 12            | 23                      | 16,8 %                     |
| Всего       | 62            | 75            | 137                     | 100,0 %                    |

Мужчины — 62 чел. (45,3 %). Женщины — 75 чел. (54,7 %).
Средний возраст населения — 39,1 лет. Медианный возраст населения — 38,5 лет.
Средний возраст мужчин — 38,3 лет. Медианный возраст мужчин — 38,0 лет.
Средний возраст женщин — 39,7 лет. Медианный возраст женщин — 38,8 лет.

## Инфраструктура
Основные объекты социальной инфраструктуры расположены в центре сельского поселения — селе Красносельское.

## Улицы
На территории села зарегистрировано всего одна улица — Придорожная.